# Noszlop
Noszlop är en ort (by) i provinsen Veszprém i västra Ungern. Orten har 977 invånare (2024), på en yta av 34,05 km². Den ligger cirka 11 kilometer nordväst om Ajka.